# 衡水西站
衡水西站位于河北省衡水市桃城区，是京九铁路的一座火车站，等级为四等站，距北京西站269公里，距常平站2046公里，本站及相邻上下行区间均为电气化区段。即衡水站货场，建于1996年，仅有站场，办理大型货运业务。